# Alphubel
O Alphubel é uma montanha nos Alpes peninos  e cujo ponto culminante se situa a 4 206 m .
O Alphubel faz parte do maciço dos Mischabel  cujo conjunto é formado por três cimos; o Dom de Mischabel ao centro, o Täschhorn a Sul, e o Alphubel a Norte, que formam o mais importante grupo montanhoso dos Alpes suíços.
A primeira ascensão teve lugar a 9 de Agosto de 1860 por W. Hinchliff e L. Stephen com os guias M. Anderegg e P. Perren.